# مجموعة إلدون
تعد شركة إلدون إحدى شركات القطاع الخاص التي يقع مقرها الرئيسي في مدريد بإسبانيا. تصنع شركة إلدون صناديق لحماية المعدات الكهربائية والإلكترونية المتنوعة والبيانات، إضافة إلى تصنيع منتجات الاتصالات الهاتفية منذ بداية إنشائها في عام 1922م.
تُدار عملية تصنيع المنتجات في أربع منشآت تقع في هولندا ورومانيا وإسبانيا والمملكة المتحدة. علاوة على ذلك، تمتلك الشركة 8 مكاتب بيع في أوروبا فضلاً عن شبكة من شركاء التوزيع المنتشرين في بقية أنحاء العالم.
كما أن جميع المنتجات حاصلة على الشهادات والاعتمادات المناسبة. فضلاً عن ذلك، يوضح رمز بروتوكول الإنترنت (IP code) درجة الحماية من اقتحام الأجسام الصلبة والغبار والماء الصناديق الكهربائية المحكمة.
يتمثل بعض العملاء الرئيسين للشركة حول العالم في شركات إريكسون، سيمنز، نوكيا، ألكاتيل، أوليفيتي، هانيويل، إيه بي بي، جي إي، شيل، إسو، كارير، أوتيس، فولفو وفورد.

## المنتجات
تطرح شركة إلدون مجموعة متنوعة من المنتجات:
- مجموعة ثابتة متنوعة — طرازات متنوعة من الصناديق المثبتة على الحوائط المصنوعة من الصلب المعتدل
- مجموعة مرنة متنوعة — طرز متنوعة من الصناديق الموضوعة على أرضيات المصنوعة من الصلب معتدل الكربون
- مجموعة إلدون الخاصة بالتوزيع — لوحات توزيع لاستعمالات نموذجية في مجالات الإضاءة والتدفئة وتكييف الهواء واستخدامات أخرى مختلفة
- حائط مصنوع من الفولاذ غير القابل للصدأ — صناديق مثبتة على حوائط مصنوعة من الفولاذ غير القابل للصدأ لتوفير أفضل بيئات صحية
- أرضية مصنوعة من الفولاذ غير القابل للصدأ — صناديق مثبتة على حوائط مصنوعة من الفولاذ غير القابل للصدأ لتوفير أفضل بيئات صحية
- أنظمة لوحات التحكم المركزية — لوحات تحكم مركزية مصنوعة من الصلب المعتدل ومن الفولاذ غير القابل للصدأ للاستخدام في مجالي التحكم والتشغيل الآلي
- مجموعة إلدون ويونيبلاست — صناديق مصنوعة من البوليستر للأنظمة الكهربائية والإلكترونية
- مجموعة صناديق طرفية — ما يزيد عن 160 حجمًا قياسيًا في ستة أنواع مختلفة المواد
- أرفف حوائط خاصة بتكنولوجيا الاتصالات والمعلومات، مجموعة إلبوكس — صندوق توصيل مؤقت مثبت على حائط إلبوكس بأعماق مختلفة تصل إلى 400 ملم، 500 ملم و600 ملم
- سلسلة أرفف خوادم ورقعة من إلراك وأرضية توضع عليها أرفف خاصة بتكنولوجيا الاتصالات والمعلومات — أحجام متنوعة من أرفف الخوادم ورقعة من إلراك توضع على الأرضية خاصة بتكنولوجيا الاتصالات والمعلومات
- الإدارة الحرارية — منتجات إدارة حرارية مستخدمة للحفاظ على درجة الحرارة المناسبة وحماية المكونات الحساسة الموجودة بالداخل
- صناديق واقية — صناديق تحتوي على إطارات مطلية بالزنك أو مصنوعة من الفولاذ غير القابل للصدأ يمكنها تحمل العدو الرئيس للتداخل الكهرومغناطيسي، وهو الأكسدة
- مجموعة الأذرع المتأرجحة — OICP (لوحة التحكم في واجهة المشغل)؛ sa sl (إضاءة نظام الأذرع المتأرجحة المصنوعة من الصلب المعتدل) وsa ss (الفولاذ غير القابل للصدأ المصنوع منه الأذرع المتأرجحة)
- الملحقات العامة — مجموعة متنوعة من المكونات العامة الضرورية لاستكمال التطبيقات المختلفة

## معلومات عن الشركة

### الاسم
تشير حروف كلمة "إلدون" إلى الأجهزة الخاصة بالكهرباء"، وهو اسم معبر عن شركة تصنع الصناديق المصممة لحماية المكونات الكهربائية شديدة الحساسية والمكونات الإلكترونية والمكونات الخاصة بالاتصالات الهاتفية والبيانات.

### نبذة تاريخية
تأسست الشركة في عام 1922م في مدينة ناسجو بالسويد، بواسطة زوجين صغيرين، هما كارين وجوزيف جانسون، وأُطلق على الشركة الأصلية اسم إليكتو ليجاس آند كرافت (Elekto Ljus & Kraft)، وهو الاسم الذي تغير ليصبح إيه بي إلدون-فيركان (AB Eldon-Verken) في عام 1948م.
تبنى الزوجان في البداية تصنيع معدات التركيبات الكهربائية وبيع أجهزة الراديو، وهو الاختراع الأحدث في ذلك الوقت، لكن ما لبثا أن بدءا في تصنيع صندوق التوصيل المصمم للاستخدام مع الأفران الكهربية.
تم في عام 1963م تحقيق أولى المكتسبات وهو تملك حق إدارة أكبر منافس لهما وهي شركة إليكتريسكا أوسترمان إيه بي (Elektriska Osterman AB). وبعدها بأربع سنوات، تم دمج شركات إلدون-أوسترمان تحت مظلة الاسم الشائع وهو إلدون إيه بي.
توسع نشاط الشركة في عام 1967م ليمتد إلى الخارج، من خلال افتتاح مكاتب بيع في العديد من البلدان الأوروبية، وكانت أولى هذه البلدان المملكة المتحدة وبلجيكا.
أما المصنع الأول الذي تم إنشاؤه خارج السويد فقد افتتح عام 1970م في شمال هولندا، في دراشتين . نتيجة لمعدلات الإنتاج الآخذة في التزايد بصورة مستمرة، تم افتتاح مصنع جديد في عام 1977م.
وخلال عام 1985م، أصبح شمال إنجلترا مقر المصنع الجديد الذي افتتح في روثرهام تلاه المصنع الذي افتتح في مارتوس، في جنوب إسبانيا، في عام 1990م.
تم في عام 1999م بيعت شركة إلدون إيه بي إلى شركة إي كيو تي بارتنرز (EQT Partners). حصل فريق الإدارة الجديد في عام 2006م على غالبية الأسهم من شركة إي كيو تي، وبدأ في تشييد المصنع الأخير في رومانيا.

## وصلات خارجية
- Eldon website
- Eldon_Electric